# جیلان (خواننده)
جیلان (انگلیسی: Ceylan؛ زادهٔ ۱۹۷۴) موسیقی‌دان و آهنگساز اهل ترکیه است او اصالتا زازا تبار است که چند ترانه کوردی را نیز خوانده که یکی از این ترانه‌های کوردی شب میباشد .